# Залужани (аеропорт)
Залужани (серб. Zalužani / Залужани), повна назва Аеродром Баня-Лука - Залужани (серб. Aerodrom Banja Luka-Zalužani / Аеродром Бања Лука - Залужани) — рекреаційний аеропорт, розташований в північному передмісті міста Баня-Лука (столиця Республіки Сербської, БіГ), в містечку Залужани. Регулярні рейси не приймає.

## Події
- 20 травня 2012 року розбився літак Cessna 182 парашутного клубу Баня-Луки «Свети Илия»[3][4]. Всі п'ять осіб — пілот, інструктор зі стрибків з парашутом та три добровольця — загинули[5]. Уряд Республіки Сербської оголосив 25 травня 2012 року днем жалоби[6][7][8].